# São Miguel do Tapuio
São Miguel do Tapuio là một đô thị thuộc bang Piauí, Brasil. Đô thị này có diện tích 5220,513 km², dân số năm 2007 là 19194 người, mật độ 3,68 người/km².